# Jaskinia Bielska

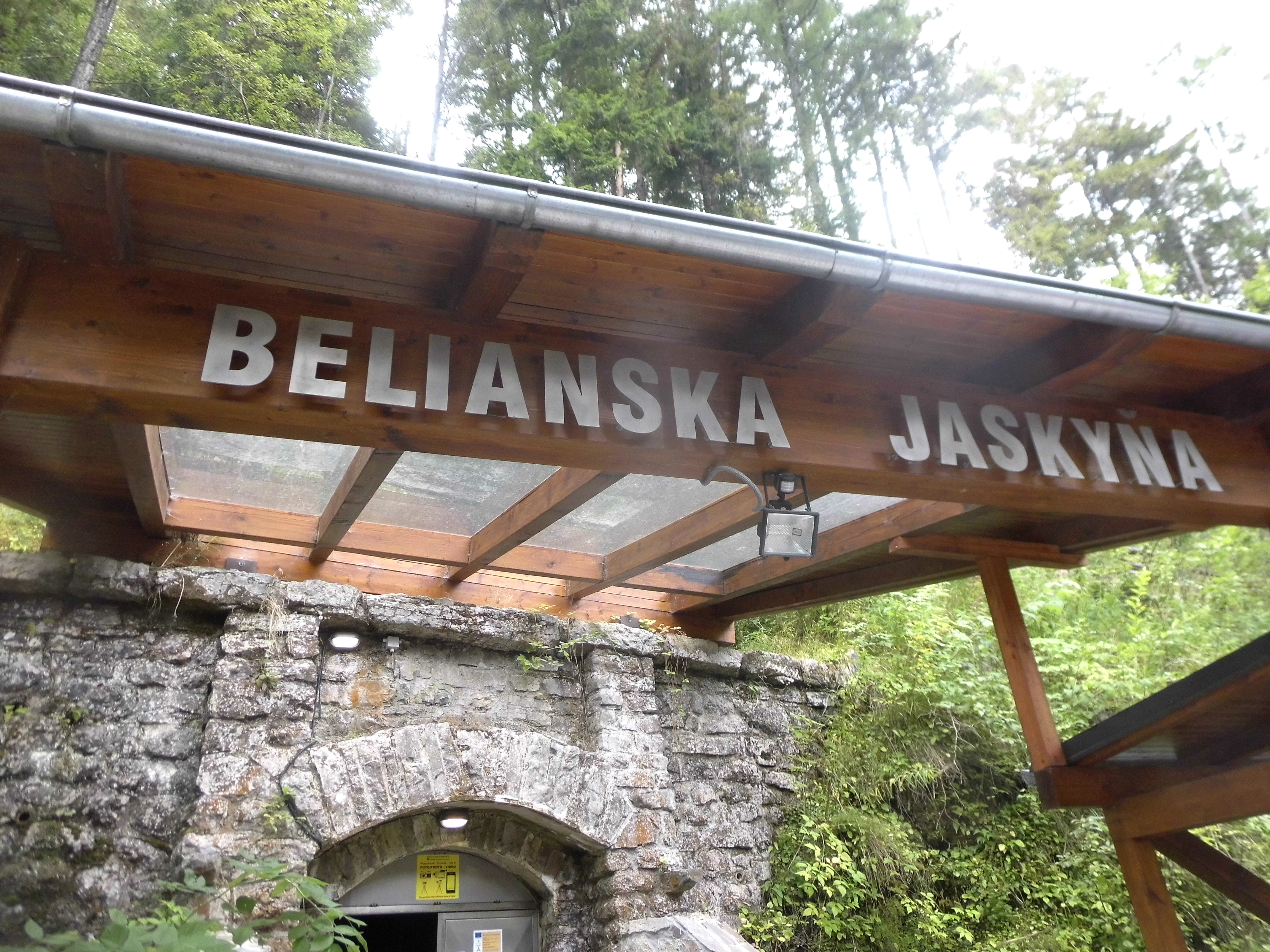
Wejście do Jaskini Bielskiej

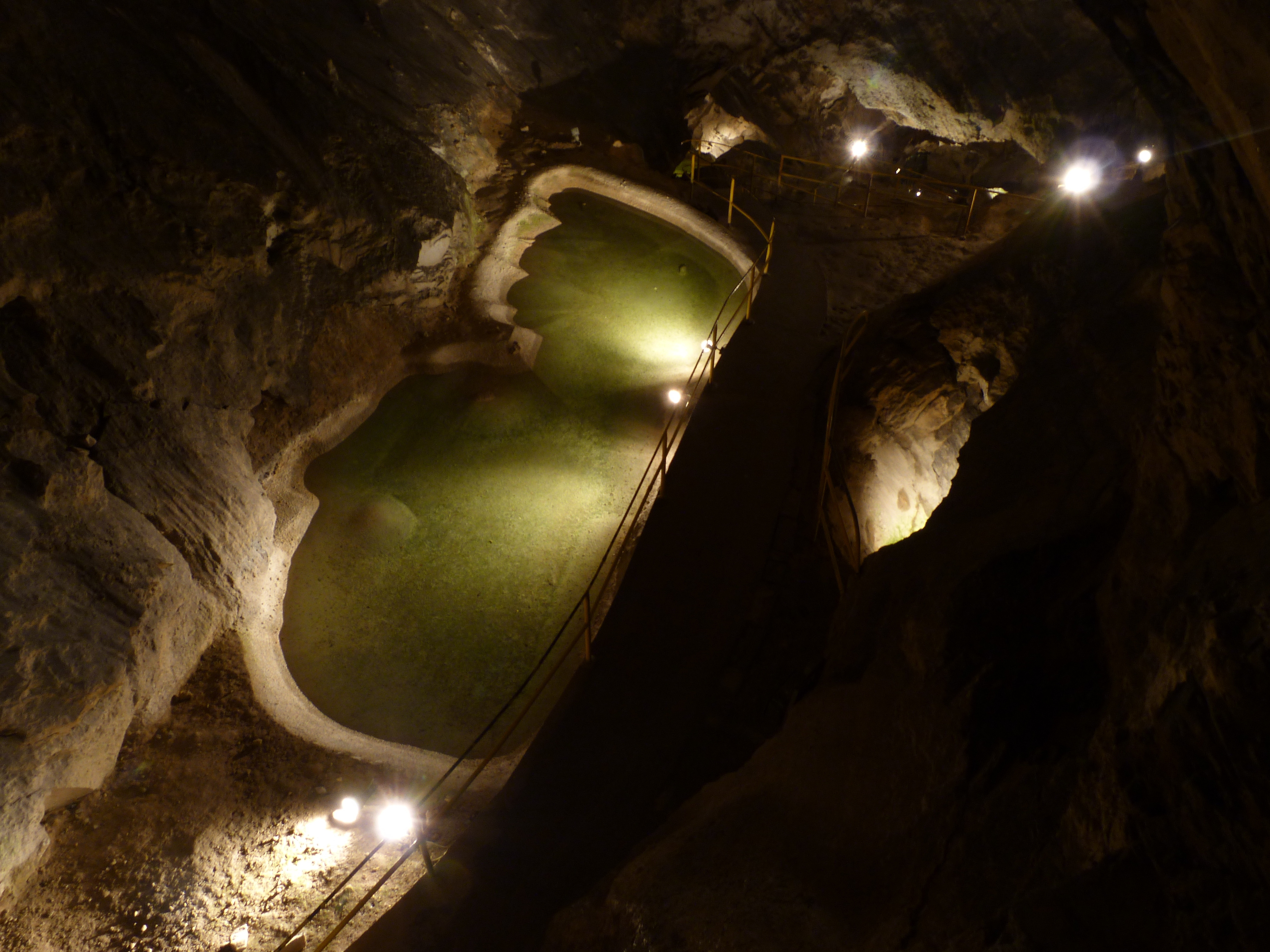
Podziemne jeziorko

Jaskinia Bielska (słow. Belanská jaskyňa, Belianska jaskyňa, Bielska jaskyňa, niem. Beler Tropfsteinhöhle, węg. Bélai Cseppkőbarlang) – narodowy pomnik przyrody znajdujący się w Tatrach Bielskich na Słowacji, na północnym stoku Kobylego Wierchu (Kobylí vrch), w administracyjnych granicach miasta Wysokie Tatry.

## Historia
Otwór na wysokości 972 m n.p.m. prowadzący do wnętrza jaskini był od dawna znany okolicznym mieszkańcom. Jednak wejść głębiej odważyli się dopiero w roku 1881 trzej mieszkańcy Białej Spiskiej (Spišská Belá): Juliusz Husz i Johann Britz z synem. Gdy wkrótce potem ponownie wrócili do jaskini, towarzyszyli im dwaj inni mieszkańcy Białej Spiskiej, Augustin Kalstein i Imrich Verbovzky. Już wówczas stwierdzili, że co najmniej już w pierwszej połowie XVIII w. jaskinię penetrowali poszukiwacze skarbów, którzy na ścianach pozostawili swoje podpisy z datami "1718" i "1731".
W obliczu dynamicznie rosnącego ruchu turystów i kuracjuszy w spiskich uzdrowiskach u podnóży Tatr błyskawicznie podjęty został pomysł udostępnienia im jaskini. Po wykonaniu najbardziej niezbędnych prac już w następnym roku jaskinię częściowo udostępniono zwiedzającym. Początkowo oświetlano ją pochodniami lub świecami, jednak już w roku 1896 jaskinia otrzymała oświetlenie elektryczne - jako pierwsza jaskinia naciekowa, a druga w ogóle w całej Europie. Trwały też dalsze przeszukiwania jaskini, w wyniku czego odkryto wiele jej dodatkowych partii liczących w sumie 3829 m w poziomie i 168 m w pionie.
W 1970 r. Jaskinia Bielska została włączona w struktury Zarządu Jaskiń Słowackich (słow. Správa slovenských jaskýň) z siedzibą w Liptowskim Mikułaszu. W roku 1979 jaskinia została uznana za chroniony zabytek przyrody.

## Zwiedzanie jaskini
Obecnie (2017) do zwiedzania dostępne jest 1370 m o przewyższeniu 125 m. Jaskinia jest udostępniona w sposób sztuczny, za pomocą poziomego przekopu, na wysokości 890 m n.p.m. Odznacza się bogatą szatą naciekową. Trasa jest oświetlona, powadzi betonowym chodnikiem i schodami z poręczami liczącymi ponad 800 stopni. Zwiedzanie z przewodnikiem trwa około 70 minut.
Cała trasa zwiedzania liczy ok. 2 km długości. Każdy z przewodników wykonuje dziennie zwykle 3-4 tury do jaskini. Do najdłużej pracujących przewodników należeli Štefan Slodičák ze Zdziaru (29 lat), jego syn Ján,  Jozef Strela czy Ján Vaščák.

## Fauna jaskiniowa
Z jaskini potwierdzono dotychczas obserwacje 8 gatunków nietoperzy. Najwięcej jest nocków dużych, rzadziej występują: nocek wąsatek, nocek Brandta i nocek orzęsiony, sporadycznie pojawia się gacek brunatny i mroczek pozłocisty, a nawet podkowiec mały. W 1964 r. zidentyfikowano tu 1 okaz nocka ostrousznego. W latach 90. XX w. w jaskini zimowało co roku od 33 do 113 egzemplarzy nietoperzy różnych gatunków.
Z drobnych bezkręgowców najbardziej znany jest skorupiak głębinówka ślepa (Bathynella natans), który żyje w podziemnych jeziorkach. Długość jego białego ciała wynosi od 1 mm do 2 mm. Uważany jest on za relikt trzeciorzędowy.

## Warunki klimatyczne
Temperatura powietrza w jaskini, oprócz korytarza wejściowego, wynosi od 5 do 6,3 °C, wilgotność względna od 90 do 97%. W wyniku sezonowej wymiany powietrza następuje w zimie ochłodzenie wstępnych korytarzy, wskutek czego w dolnych częściach gromadzi się lód, który utrzymuje się w miesiącach wiosennych. W ciągu całego roku temperatura powietrza waha się tam od –2,2 do +5,1 °C.
W celu zwiększenia atrakcyjności jaskiń w połowie lat 30. zamknięto jej dolne części, aby były one stale wypełnione lodem. Spowodowało to jednak wietrzenie mrozowe nacieków oraz skał w górnych częściach jaskini. 

## Szlaki turystyczne
– do jaskini prowadzi żółty szlak z Tatrzańskiej Kotliny. Czas przejścia: 35 min w obie strony.